# Zdeněk Troška
Zdeněk Troška (* 18. května 1953 Strakonice) je český režisér pocházející z jihočeských Hoštic u Volyně, které se několikrát objevily v jeho filmech. Věnuje se také divadelní režii.

## Život
Středoškolská studia absolvoval na Lycée Carnot ve francouzském Dijonu a poté vystudoval filmovou a televizní režii na pražské Filmové a televizní fakultě Akademie múzických umění; tu ukončil v roce 1978. Dle svých slov mu do tvorby zasahovala také matka Růžena Trošková.
Léta 2010 byl porotcem premiérové řady československé talentové show Talentmania. Dne 28. října 2017 převzal z rukou prezidenta republiky Miloše Zemana medaili Za zásluhy. Roku 2021 prohlásil, že již nebude filmovat. Jeho posledním filmem je pohádka Zakleté pírko.

## Osobní život
Otevřeně se přihlásil k homosexuální orientaci. Důchod pokládá za úžasnou věc, neodpouští si dobré jídlo (napsal dvě knihy receptů Nebe v hubě) a považuje se za všežravce; je milovníkem literatury a ctí pohádkové číslo tři. Žije v rodných Hošticích a v Praze.

## Pomocný režisér
- Krakonoš a lyžníci
- Křtiny
- Revi na zakázku

## Režisérská filmografie
- Jak rodí chlap – povídka Poštovský panáček (1979)
- Bota jménem Melichar (1983)
- Slunce, seno, jahody (1983)
- Poklad hraběte Chamaré (1984)
- O princezně Jasněnce a létajícím ševci (1987)
- Slunce, seno a pár facek (1989)
- Zkouškové období (1990)
- Slunce, seno, erotika (1991)
- Princezna ze mlejna (1994)
- Z pekla štěstí (1999)
- Princezna ze mlejna 2 (2000)
- Z pekla štěstí 2 (2001)
- Andělská tvář (2002)
- Kameňák (2003)
- Kameňák 2 (2004)
- Kameňák 3 (2005)
- Nejkrásnější hádanka (2008)
- Bez předsudků (2009) – televizní film
- Doktor od jezera hrochů (2010)
- Čertova nevěsta (2011)
- Babovřesky (2013)
- Babovřesky 2 (2014)
- Babovřesky 3 (2015)
- Strašidla (2016)
- Čertoviny (2018)
- Zakleté pírko (2020)